# 46-й армійський корпус (Третій Рейх)
XXXXVI-й (46-й) армі́йський ко́рпус (нім. XXXXVI. Armeekorps) — армійський корпус Вермахту за часів Другої світової війни. 25 жовтня 1940 перетворений на 46-й моторизований корпус.

## Історія
XXXXVI-й армійський корпус був сформований 20 червня 1940 року в XII-му військовому окрузі (нім. Wehrkreis XII) в Герліці під час 10-ї хвилі мобілізації (нім. 10. Welle).

## Райони бойових дій
- Німеччина (червень — жовтень 1940).

## Командування

### Командири
- генерал танкових військ Генріх фон Фітингоф (нім. Heinrich von Vietinghoff) (20 червня — 25 жовтня 1940).

## Бойовий склад 46-го армійського корпусу
Формування забезпечення та підтримки
- 101-ше артилерійське командування (Arko 101),
- 446-те управління корпусного постачання (Korps-Nachschubtruppen 446);
- 446-й танковий корпусний батальйон зв'язку (Panzerkorps Nachrichten-Abteilung 446);
- 446-й моторизований загін фельджандармерії (Feldgendarmerie Trupp (mot.) 446);
- 446-й моторизований топографічний відділ корпусу (Korps Kartenstelle (mot.) 446).

- 5-та танкова дивізія (5. Panzer-Division).
- 23-тя піхотна дивізія (23. Infanterie-Division);
- 197-ма піхотна дивізія (197. Infanterie-Division).